# 이산사
이산사는 대한민국 충청남도 청양군 청남면 아산리에 있다. 2018년 1월 12일 청양군의 향토유적 제17호로 지정되었다.

## 개요
조선후기 문신으로 후학 양성에 힘쓴 동산 조성한 선생의 덕을 추모하기 위해 건립한 사당이다.